# Moviment Caledonià Francès
El Moviment Caledonià Francès (MCF) és un partit polític antiindependentista de Nova Caledònia, fundat el 2008 per Guy George, antic secretari local del Front Nacional local, del que n'és una escissió.

## Posició del partit
L'objectiu del nou partit és continuar amb la lluita per mantenir la Caledònia francesa i el reagrupament de tots els partits no independentistes del territori en el context de les divisions en el camp no independentista abans de les eleccions provincials de Nova Caledònia de 2009.
El congrés fundacional del partit es va celebrar el 29 d'agost de 2008 al Surf Novotel de Nouméa. Guy George fou escollit copresident juntament amb Patrick Argiriou, arribat en els últims anys a Nova Caledònia i, per tant, exclòs del dret al vot per la congelació del cens elector, del que el partit n'és totalment contrari.

## Resultats electorals
Dels cinc electes del Front Nacional que tenia a l'Assemblea de la Província del Sud, només dos es van unir al MCF: Guy George i Marie-Josée Gomez, que també foren els dos únics electes del nou partit al Congrés de Nova Caledònia. Va lluitar per la federació de totes les forces anti-independentistes i presentà a la Cambra un acord marc de majoria per a 2007 dels dos principals partits Reagrupament-UMP i Avenir ensemble. Però aquest darrer va patir una divisió interna el 2008 entre els partidaris de Harold Martin i Philippe Gomès, que provocarà l'aparició de Calédonie ensemble.
A les eleccions provincials de Nova Caledònia de 2009 es presentà en coalició amb Avenir ensemble i la seva única candidata, Marie-Josée Gomez, no fou escollida.